# Баз, Лорис
Лорис Баз (фр. Loris Baz; род. 1 февраля 1993, Салланш, Франция) — французский мотогонщик, участник чемпионатов мира по шоссейно-кольцевым мотогонкам серии MotoGP и WSBK. В сезоне 2016 выступает в классе MotoGP за команду «Avintia Racing» под номером 76.

## Биография
Перед началом сезона 2015 Лорис заключил предварительный контракт с командой «Drive M7 Aspar» на выступления в классе MotoGP, но впоследствии был аннулирован из-за большой рост француза (192 см) — инженеры команды даже некоторое время пытались переделать мотоцикл для удобной посадки в нём База: увеличили сиденья, изменили конфигурацию выхлопных труб, модифицировали щиток приборов. Он, однако, не отказался от своей мечты принять участие в «королевских» мотогонках, и принял предложение и присоединился к команде «Forward Racing».
В течение сезона команда потерпела финансовых проблем, через что Лорис был вынужден пропустить гонку в Индианаполисе. В целом же в большинстве гонок француз боролся за попадание в зачетную зону, а лучшим его результатом стало четвёртое место на Гран-При Сан Марино. По итогам чемпионата Лорис в общем зачете занял 17-е место. После окончания сезона команда прекратила свое участие в серии, но Баз получил приглашение и перебрался в команду «Avintia Racing» на следующий сезон.